# Lumen Gentium
Lumen Gentium (Licht van de Volkeren) is de titel van de dogmatische constitutie van het Tweede Vaticaans Concilie over het dogmatisch kerkverstaan (ecclesiologie) van de Katholieke Kerk. De constitutie begint met het citaat ‘Christus is het licht van de volkeren’, vandaar de titel. De constitutie werd aangenomen op 21 november 1964.

## Totstandkoming
De eerste voorversie van Lumen Gentium was sterk getekend door de sfeer van het Eerste Vaticaans Concilie (klerikalisme, juridicisme, triomfalisme, sterk apologetisch, institutioneel). De concilievaders wensten echter een meer Bijbelse, patristische en pastorale uiteenzetting en een grotere plaats voor het mysterie. Het was een ware revolutie dat de volgende versie startte met de weergave van de kerk als een mysterie (benadrukking sacramentele karakter van de kerk). De tweede mijlpaal werd bereikt doordat het Volk Gods vóór de hiërarchie werd geplaatst; het samen gaat daarmee vooraf aan het tegenover. De mariologie werd geïntegreerd in de ecclesiologie (Maria als prototype van de Kerk; zij die JA zegt). Om het voorstel in de stemming te laten slagen, liet men over de verhouding tussen collegialiteit en primaatschap een zogeheten nota praevia explicativa voorafgaan.

## Indeling
Lumen Gentium (afgekort LG) bestaat uit vier delen van elk twee hoofdstukken. Het wezen van de Kerk wordt uitgedrukt in de hoofdstukken 1 (transcendentaal) en 2 (historische verschijningsvorm). De indeling van de kerk valt uiteen in de hiërarchie (3) en de leken (4). Het onderweg zijn kan worden opgevat als een algemene weg tot heiligheid (5) of een bijzondere weg (religieus leven, 6). De voltooiing van de kerk wordt ten slotte behandeld naar het gezichtspunt voltooiing en eenheid met de hemelse kerk (7) en Maria, die de Kerk voltooide in haar leven (8). LG behandelt de kerk daarmee als zowel zichtbaar als onzichtbaar.

## De geest van Lumen Gentium
De geest van LG kan in drie punten worden samengevat. Eerstens ademt LG de zin voor het geheel uit: concreet en algemeen, zichtbaar en onzichtbaar, sacramenteel teken van reeds en nog niet. Ten tweede is er aandacht voor eenheid en verscheidenheid. Deze kunnen samen worden gedacht, dus zowel christologie als pneumatologie, leek én ambt, hoofd én ledematen, primaatschap én collegialiteit onder bisschoppen, verschil in ritus. Op de derde plaats het principe ecclesia semper reformanda (purificanda): de kerk erkent dat zij voortdurend hervormd en gezuiverd moet worden, bekeerd naar het evangelie en bij de tijd gesteld (versus het triomfalisme van de societas perfecta). Dit uit zich in drie aspecten: de nadruk op de nobele eenvoud (bijvoorbeeld in de liturgie en in de kerkstructuur, zoals het afschaffen van de lagere wijdingen), het dieper verstaan van het ambt (accent verlegd van sacerdotaal naar episcopaal; meer benadrukking van het verwijzend karakter) en de acceptatie van de zondigheid in de kerk (acceptatie van ‘kerk van zondaars en volmaakten’; erkenning van het verschil tussen Christus en de kerk; benadrukking van de eschatologische dimensie). In het volgende worden enkele belangrijke punten uit LG nader toegelicht.

## Christus en de Kerk
De dogmatische constitutie vangt aan met het citaat ‘Christus is het licht van de volkeren’. Christus is het licht van de wereld, niet de kerk. Het licht van Christus schijnt op het gelaat van de Kerk en de Kerk weerspiegelt dat licht. De Kerk is teken van Christus, als een sacrament. De kerk wil grondsacrament zijn waarbinnen alle sacramenten van de kerk opgenomen zijn. De Kerk blijft op zoek naar zichzelf. Zij vertrekt vanuit het onzichtbare (de aanwezigheid van Christus in de Eucharistie) en geeft daaruit een zichtbare gestalte. De kerk beantwoordt de roep van Christus, maar voltooit niet. Er blijft spanning. De Kerk voltooit zichzelf alleen in de Eucharistie, daar vallen de drie lichamen (Christus, de eucharistische gave en de kerkgemeenschap) samen. Hier wordt de Kerk Lichaam van Christus; in al het andere blijft er afstand. In vergelijking met het Eerste Vaticaans Concilie is er nu sprake van decentralisatie van de kerk ten opzichte van zichzelf. Men spreekt niet langer van ‘voortgezette Christus’ of ‘voortdurende incarnatie’. De Kerk blijft altijd mysterie en historisch tegelijk.

## Volk van God
Als criterium voor het volk van God geldt niet het doopsel, niet de gave, maar de mate van heiligheid, de beantwoording aan Christus. Deze opdracht voltooien wij nooit: het volk in Christus is groeiend.
Belangrijk in LG is het noemen van het gemeenschappelijk priesterschap. Het godsvolk deelt in Christus’ priesterschap, net zoals het ambtelijk priesterschap in Christus’ priesterschap deelt. Er is géén gradueel verschil, maar ze zijn wel op elkaar betrokken.
Het geheel van de gelovigen die de zalving van de Heilige ontvangen, kan in geloof niet dwalen. Deze geloofszin (sensus fidelium) wordt immers door de Geest opgewekt en ondersteund. Men moet ervoor waken dit sensus fidelium niet kwantitatief op te vatten.
De kerk is heilsnoodzakelijk, en wel in deze zin. In de Kerk komt de Ander mij verlossen; ik kan het niet zelf. Dit is géén particuliere zaak. Heiligheid geeft daarbij de doorslag, meer dan het zijn ingelijfd in de kerk door banden van geloofsbelijdenis, sacramenten en bestuur. Nuances bij de heilsnoodzakelijkheid zijn Gods grotere barmhartigheid, schuldeloze onbekendheid met de kerk en het verlangen naar de kerk kan zoekend geloof vormen.